# Salem (Ohio)
Salem è una città degli Stati Uniti d'America, situata nello Stato dell'Ohio, nella Contea di Columbiana e in una piccola porzione nella contea di Mahoning.